# Treslon
Treslon is een gemeente in het Franse departement Marne (regio Grand Est) en telt 168 inwoners (2004). De plaats maakt deel uit van het arrondissement Reims.

## Geografie
De oppervlakte van Treslon bedraagt 3,9 km², de bevolkingsdichtheid is 43,1 inwoners per km².
De onderstaande kaart toont de ligging van Treslon met de belangrijkste infrastructuur en aangrenzende gemeenten.

## Demografie
Onderstaande figuur toont het verloop van het inwonertal (bron: INSEE-tellingen).